# Griffin Easter
Griffin Easter, (Claremont, Califòrnia, 6 de novembre de 1991), és un ciclista estatunidenc professional des del 2014. Actualment milita a l'equip Team Illuminate.

## Palmarès
- 2017
  - Vencedor d'una etapa a la Volta a Colòmbia
- 2018
  - Vencedor d'una etapa al Tour de Beauce
- 2019
  - Vencedor d'una etapa al Tour de Beauce